# Eduardo Blanco Rodríguez
Eduardo Blanco Rodríguez (Sevilla, 26 de març de 1913- Madrid, 20 d'octubre de 2004) va ser un militar espanyol que va ocupar diversos càrrecs durant la Dictadura franquista. Va ser especialment conegut com a director general de Seguretat (DGS) i el seu consegüent paper en la repressió franquista.

## Biografia
Va néixer a Sevilla el 26 de març de 1913.
El juliol del 1936, al començament de la Guerra civil, estudiava a Madrid Filosofia i Lletres. Durant la contesa va combatre amb les forces del Bàndol revoltat com a alferes provisional. Fou militant de la Falange i també era afiliat a Acción Católica. Durant la Segona Guerra Mundial es va unir a la Divisió Blava i va combatre al Front Oriental integrat en l'Exèrcit alemany. Posteriorment va estar adscrit en la Legió i destinat en diferents llocs del nord d'Àfrica.
Des de 1959 va estar adscrit a la Direcció general de Seguretat (DGS), on va fer carrera en els següents anys. L'abril de 1962 va ser nomenat cap del Servei d'informació de la DGS.
El novembre de 1965, ostentant el rang de Coronel, és nomenat Director General de Seguretat. Per la seva labor en la repressió franquista, aviat va ser reconegut per el règim dictatorial com a expert en la «lluita antisubversiva». En aquests anys els Guerrillers de Crist Rei, un grup terrorista de ultraderecha, van estar estretament relacionats amb Eduardo Blanco. Malgrat el control que els serveis de seguretat al comandament d'Eduardo Blanco tenien sobre l'oposició antifranquista, la policia i els serveis secrets —Servei Central de Documentació (SECED)— actuaven a espases un de l'altre, sense cap clara coordinació. Aquesta greu descoordinació va quedar en evidència quan el desembre de 1973 es va assassinar Carrero Blanco, que Eduardo Blanco no va poder o no va saber impedir. El propi Eduardo Blanco va reconèixer posteriorment que el magnicidi va ser «un cop mestre». El fracàs de les forces de seguretat va tenir conseqüències: l'1 de febrer de 1974 va ser destituït i substituït pel també militar Francisco Dueñas Gavilán.
El 22 d'abril de 1974 va ser nomenat Director General de Promoció del Sàhara, amb la missió d'anul·lar l'activitat del Front Polisario.
Va morir a Madrid el 20 d'octubre de 2004.